# 蒋冠庄
蒋冠庄（1931年—），男，上海人，中华人民共和国政治人物，曾任中华人民共和国人事部副部长。